# Millor Porter Europeu
El títol de Millor Porter Europeu és un reconeixement anual atorgat al millor porter de futbol d'Europa. El premi ha estat guanyat per alguns dels porters més destacats de la història del futbol, incloent alguns dels millors de tot el món. Els criteris per determinar el guanyador inclouen l'èxit dels equips dels candidats, la seva actuació individual i les estadístiques de la temporada. Molts porters han estat guardonats amb aquest títol al llarg dels anys, i és un reconeixement molt valorat pel món del futbol. És una de les distincions més prestigioses que es poden guanyar en el futbol i és una fita a la qual aspiren molts porters a tot el continent.

## Llista de guanyadors

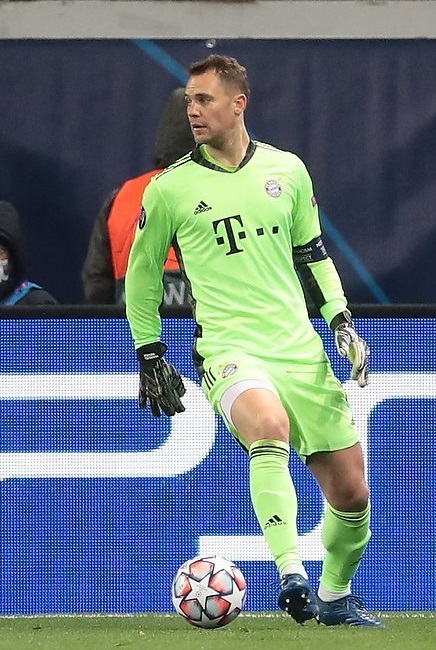
Manuel Neuer és el porter que més vegades ha guanyat el títol. En total 5 cops, les temporades: 2011, 2013, 2014, 2015 i 2020.

- 1990 –  Walter Zenga
- 1991 –  Bodo Illgner
- 1992 –  Peter Schmeichel
- 1993 –  Peter Schmeichel
- 1994 –  Michel Preud'homme
- 1995 –  Edwin van der Sar
- 1996 –  Andreas Köpke
- 1997 –  Jens Lehmann
- 1998 –  Peter Schmeichel
- 1999 –  Oliver Kahn
- 2000 –  Oliver Kahn
- 2001 –  Oliver Kahn
- 2002 –  Oliver Kahn
- 2003 –  Gianluigi Buffon
- 2004 –  Vítor Baía
- 2005 –  Petr Čech
- 2006 –  Jens Lehmann
- 2007 –  Petr Čech
- 2008 –  Petr Čech
- 2009 –  Edwin van der Sar
- 2010 –  Iker Casillas
- 2011 –  Manuel Neuer
- 2012 –  Petr Čech
- 2013 –  Manuel Neuer
- 2014 –  Manuel Neuer
- 2015 –  Manuel Neuer
- 2016 –  Gianluigi Buffon
- 2017 –  Gianluigi Buffon
- 2018 –  Keylor Navas
- 2019 –  Alisson
- 2020 –  Manuel Neuer
- 2021 –  Édouard Mendy

### Victòries per país
| Country       | Jugadors | Total |
| ------------- | -------- | ----- |
| Alemanya      | 5        | 13    |
| Txèquia       | 1        | 4     |
| Dinamarca     | 1        | 3     |
| Itàlia        | 1        | 3     |
| Països Baixos | 1        | 2     |
| Bèlgica       | 1        | 1     |
| Portugal      | 1        | 1     |
| Espanya       | 1        | 1     |
| Costa Rica    | 1        | 1     |
| Brasil        | 1        | 1     |
| Senegal       | 1        | 1     |

### Victòries per club
| Club                | Jugadors | Total |
| ------------------- | -------- | ----- |
| Bayern de Múnic     | 2        | 8     |
| Chelsea             | 2        | 5     |
| Manchester United   | 2        | 4     |
| Juventus            | 1        | 3     |
| Schalke             | 2        | 2     |
| Real Madrid         | 2        | 2     |
| Köln                | 1        | 1     |
| Mechelen            | 1        | 1     |
| Ajax                | 1        | 1     |
| Eintracht Frankfurt | 1        | 1     |
| Porto               | 1        | 1     |
| Arsenal             | 1        | 1     |
| Liverpool           | 1        | 1     |